# Desmodromik

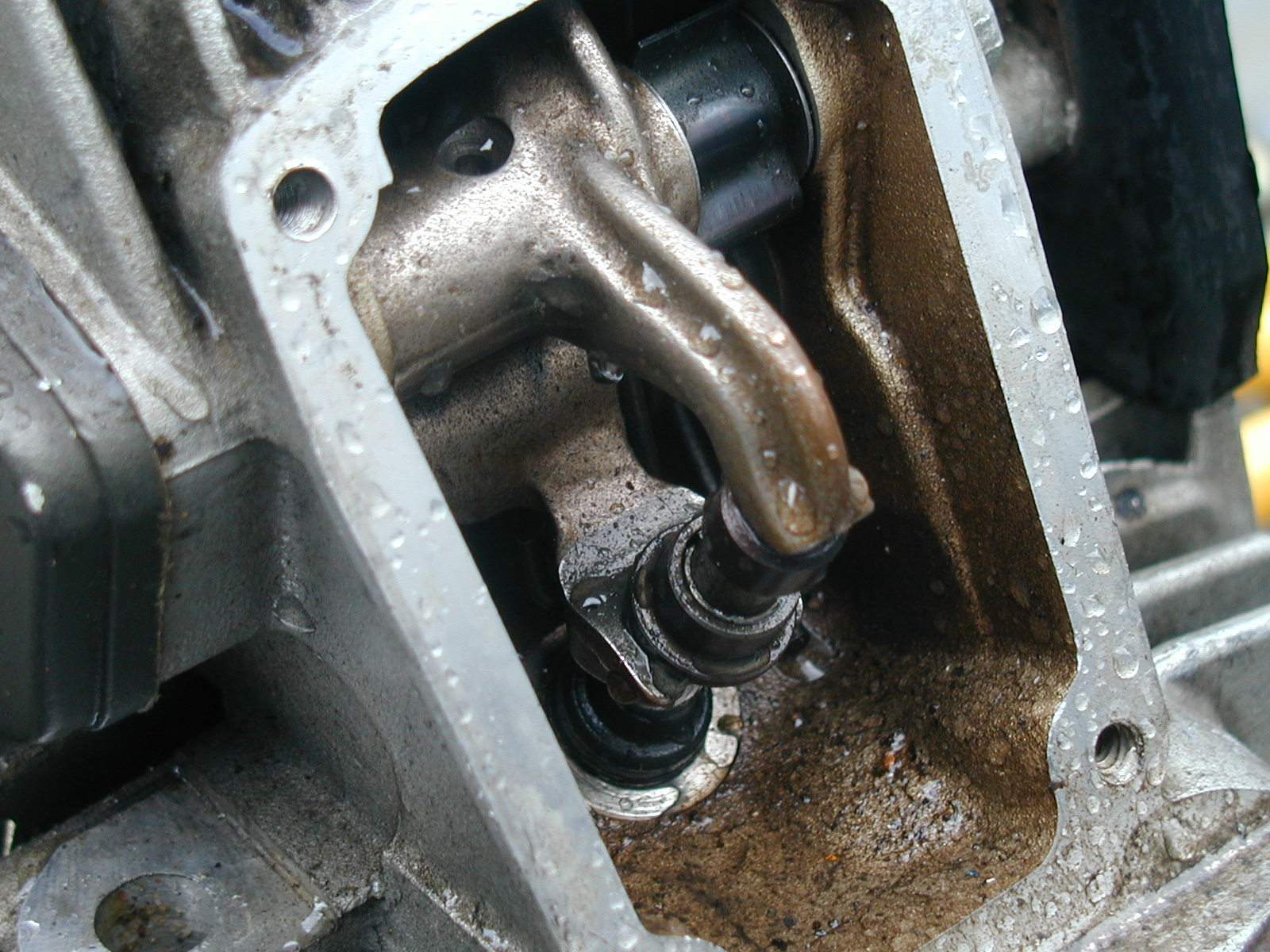
Öffnerhebel (oben) und gegabelter Schließerhebel (unten) der Desmodromik einer Ducati

Die Desmodromik (auch Zwangssteuerung) ist eine spezielle Form der Ventilsteuerung bei Viertaktmotoren. Abgeleitet ist der Name aus dem Griechischen von „Desmo Dromos“, was so viel wie kontrollierte Bewegung bedeutet.

## Funktionsweise

Beispiel Ventil

Üblicherweise werden die Ventile eines Verbrennungsmotors durch Kipphebel, Schlepphebel oder Tassenstößel geöffnet und durch Ventilfedern wieder geschlossen. Die desmodromische oder zwangsweise Ventilsteuerung arbeitet ohne Ventilfedern und führt auch die Schließbewegung gesteuert aus.
Diese Steuerung erfordert für jedes Ventil zwei Kipphebel und auf der Nockenwelle zwei Nocken, von denen einer wie üblich das Ventil öffnet, der andere das Ventil schließt. Um auch bei Ventilspiel des kalten Motors (für die errechnete Wärmeausdehnung) und zum Starten eines Motors die Ventile dicht schließen zu lassen, wird oft zusätzlich zum nockengesteuerten Schließmechanismus eine schwache Ventilschließfeder verwendet, die die Anlage des Ventiles am Sitz auch bei kaltem Motor ohne direkten Krafteingriff vom Schließnocken sicherstellt – denn ohne dicht schließende Ventile und damit ohne Kompression könnte ein Viertaktverbrennungsmotor nicht starten.

## Entwicklung

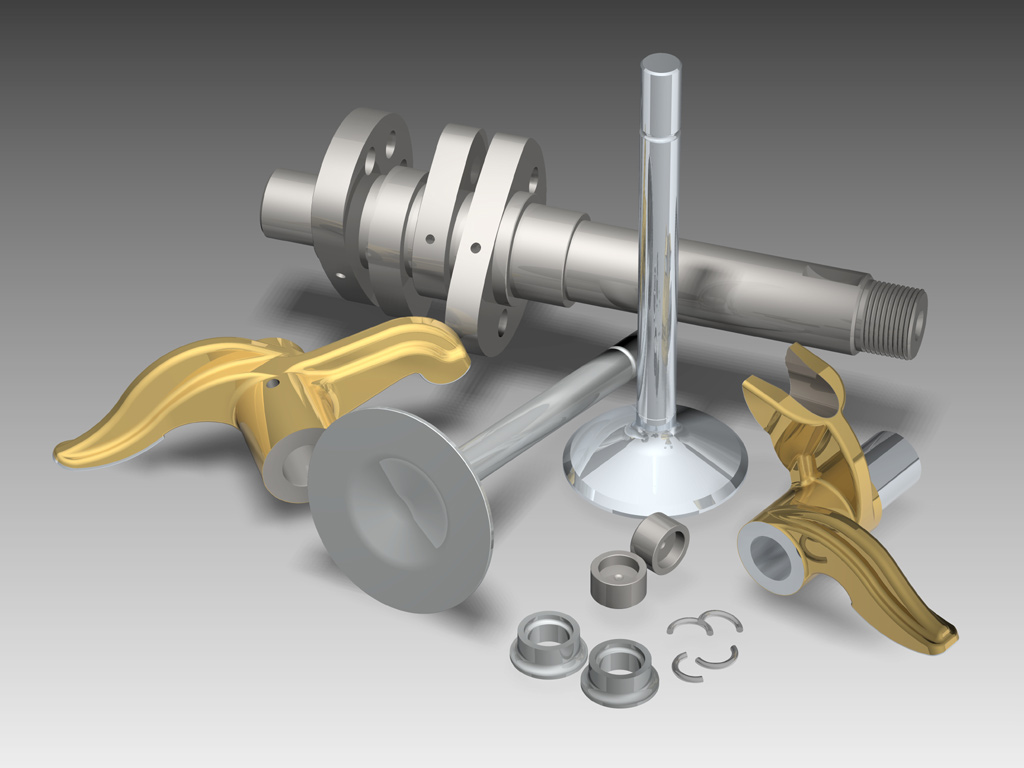
Teile der Desmodromik bei einer Ducati

Die Qualität der Federstähle war in der Anfangszeit des Motorsports für die starke Belastung im Renneinsatz unzureichend, sodass es oft zu Ventilflattern bei hohen Drehzahlen und zu Federbrüchen kam. Deshalb wurden Lösungen gesucht, die ein Schließen der Ventile ohne Federn ermöglichen. Viele Motorenhersteller und Konstrukteure entwickelten eigene, zum Teil sehr aufwendige Systeme, die oftmals das Versuchsstadium nicht überstanden. Es entstanden Konstruktionen mit Kulissensteuerung, einzelnen Nocken für die Öffnungs- und die Schließphase sowie Kurvenbahnen.
Bekannte Konstruktionen mit Zwangssteuerung waren eine Teilserie von Richard Küchens K-Motoren ab 1924, die Norton Manx von 1949, der Mercedes-Benz W 196 und der von ihm abgeleitete 300 SLR von 1954. An Küchens Konstruktion ist zusätzlich interessant, dass die Nockenwelle Steuerscheiben statt herkömmlicher Nocken trägt, wobei die Nockenwelle die übliche Lage einer Königswelle einnimmt.
Diese präzisen Steuerungen ermöglichten zwar theoretisch hohe Ventilbeschleunigungen, hatten jedoch alle den Nachteil, aus einer großen Anzahl verschleißanfälliger Kleinteile zu bestehen. Aufgrund der daraus resultierenden hohen Herstellungs- und Wartungskosten konnten sich desmodromische Ventilsteuerungen nur in einer Ausnahme durchsetzen: Fabio Taglioni entwickelte ab Mitte der 1950er Jahre für Ducati eine vergleichsweise einfache Desmodromik, die bis heute in den Motorrädern der italienischen Marke verwendet wird.

## Zwangssteuerung und moderner Automotor im Vergleich
Ein Motor mit desmodromischer Ventilsteuerung hat mehr bewegliche und dem Verschleiß unterworfene Teile als ein herkömmlicher, sodass sich auch mehr Spiel zum gesamten Ventilspiel addiert – Indizien für höhere Herstellungskosten und gesteigerten Wartungsaufwand. Dies spricht gegen eine Verwendung im Großserienbau, der auf möglichst geringe Herstellungskosten zielt. Des Weiteren ist der Raumbedarf sehr groß, sodass sich diese Konstruktion für mehrzylindrige Verbrennungsmotoren nicht eignet (Quelle: Patent DE102006012787; Schaeffler KG, 91074 Herzogenaurach, DE).
Der hohe Wartungsaufwand (beim 4-Zylinder-4-Ventil-Motor der Ducati Desmosedici sind etwa sieben Stunden zum Einstellen des Ventilspiels nötig) und der Nachteil erhöhter Geräuschentwicklung durch mögliches Ventilklappern sind zwar dem kleinen Kundenkreis exklusiver Liebhaberfahrzeuge, aber nicht den Käufern eines Großserien-Automobils zumutbar. Andererseits benötigen desmodromische Ventilsteuerungen weniger Zeit für den Öffnungs- und Schließvorgang der Ventile als herkömmliche Ventiltriebe, was sich positiv auf den Gasaustausch auswirkt. Damit sind auch die immer strenger werdenden Abgasvorschriften leichter zu erfüllen.
Bisher ist es den Motorenbauern aber nicht gelungen, die Vorteile einer Zwangssteuerung mit dem wartungsfreien hydraulischen Ventilspielausgleich (kurz: HVA) zu kombinieren, der bei fast allen modernen Verbrennungsmotoren für Autos üblich ist.

## Zwangssteuerungen mit hydraulischem Ventilspielausgleich
Bei einem zwangsgesteuerten Ventiltrieb gibt es zwei Bewegungsspielstellen und drei Lagerspielstellen, nämlich:
- zwischen der Nockenbahn für die Öffnung des Ventils und dem zugeordneten ersten Nockenfolgeelement,
- zwischen der Nockenbahn für die Schließstellung des Ventils und dem zugeordneten zweiten Nockenfolgeelement,
- zwischen dem Ende des Zwischenhebels und dem Öffnungsanschlag am Ventilkopf,
- zwischen dem Ende des Zwischenhebels und dem Schließanschlag am Ventilkopf,
- und an der Lagerachse des Zwischenhebels.

Zum anderen gibt es natürlich auch noch das eigentliche Ventilspiel zwischen dem Ventilkörper und dem Ventilsitz. Das Spiel verursacht Undichtigkeit des Brennraumes, störende Geräusche, einen höheren Verschleiß und verändert den Übergang zu Beginn und Ende des Nockenbereiches in den Grundkreis des Nockenelementes, was Nachteile bei den Schließzeiten, schlechte Abgaswerte und einen erhöhten Wartungsaufwand bewirkt.

### Funktionsbeschreibung der Zwangssteuerung mit Doppelkonturnocken

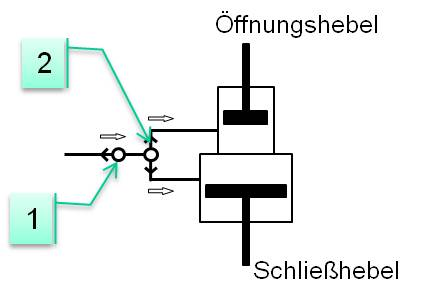
Funktion hydraulischer Ventilspielausgleich (HVA) in der Grundkreisstellung

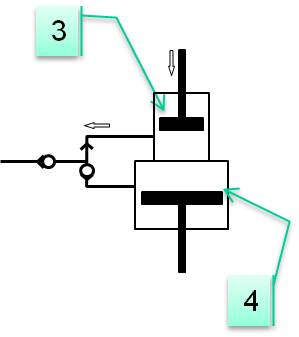
Funktion hydraulischer Ventilspielausgleich (HVA) in der Hubposition des Öffnungsnocken

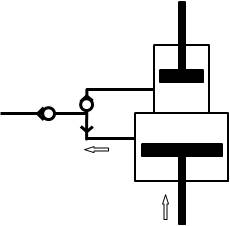
Funktion hydraulischer Ventilspielausgleich (HVA) in der Hubposition des Schließnocken

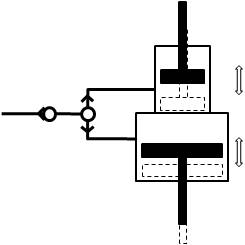
Funktion hydraulischer Ventilspielausgleich (HVA) beim Spielausgleich der Ventillänge bzw. Lage

Der Öffnungsvorgang geht analog dem Stand der Technik mit Schlepphebel, Rollenabgriff und HV-Ausgleich.

Der Unterschied besteht darin, dass der Öffnungshebel nicht gegen die starke Ventilfeder arbeitet.
Der Schließvorgang funktioniert ähnlich dem Stand der Technik, wie ein umgekehrter Öffnungsmechanismus mit Schlepphebel und HV-Ausgleich.

Der Unterschied besteht darin, dass der Schließhebel eine Innenkontur abtastet und am Ventil(teller) zieht.
Die Vorteile sind weniger Reibung, geringeres Wechselmoment und geringere Bauteilbelastung sowie die Hochdrehzahlfähigkeit. Darüber hinaus ist der Bauraumbedarf wesentlich geringer als bei bestehenden Zwangssteuerungen. Anstatt des Rollenabgriffs ist auch ein Gleitabgriff möglich.

### Funktionsbeschreibung des doppelten hydraulischen Ventilspielausgleichs (HVA)
Die neue Zwangssteuerung mit hydraulischem Ventilspielausgleich umfasst einen Öffnungshebel und einen Schließhebel, der jeweils eine der beiden Nockenbahnen abgreift und jeweils eine Justiereinrichtung für das Lager- bzw. Bewegungsspiel besitzt. Die Schwenkmittelpunkte der Hebelauflagen sind dabei identisch.

Die Aufteilung des Zwischengliedes in zwei einzelne Hebel, die voneinander unabhängig, d. h. ohne feste Verbindung untereinander sind, und dennoch gemeinsam das Ventil betätigen, da sie sich räumlich übergreifen, ermöglicht es, das Spiel an den Spielstellen pro Hebel kontrolliert einzustellen und den Spielausgleich entsprechend zu bewirken.
- Grundkreisstellung: Beide Schlepphebel werden von außen nicht mit Kräften beaufschlagt (kein Hub, keine Schließkraftfeder, keine Massenkraft…). In beiden Hydraulikkammern (3;4) herrscht kein durch die Hebel verursachter Druck. Das Rückschlagventil (1) ist deshalb offen, es kann Motoröl mit Druck in die Ausgleichselemente strömen und die Hebel an die Nockenbahnen und Anschlagelemente am Ventil andrücken. Das Regelventil 2 zwischen den Hydraulikkammern ist in der Mittelposition (vorzugsweise durch Federkraft, oder spezielle Gestaltung der Kanäle) und ermöglicht ein Befüllen der beiden Hydraulikkammern und damit einen Spielausgleich.
- Hubposition – Öffnungsnocken: Der Öffnungsnocken drückt auf den Öffnungshebel und öffnet das Ventil. Die resultierende (Auflager)kraft erzeugt Druck (Differenzdruck) im oberen Hydraulikraum und schließt das Rückschlagventil. Ebenfalls wird das Kugelventil 2 zwischen den Hydraulikkammern geschlossen (Kugel geht nach unten), es kann kein Öl von der oberen in die untere Kammer fließen. Der nicht mit Kraft beaufschlagte Schließhebel und die damit zusammenwirkende untere Hydraulikkammer sind ohne Kraft bzw. Druck. Ein Nachströmen von Öl und ein ungewolltes Aufpumpen dieser unteren Kammer ist nicht möglich, da der Differenzdruck zur oberen Kammer und zur Zuleitung vom Motor das mittige Ventil 2 und auch das Rückschlagventil 1 schließt. Die beiden Kolben bleiben auch unter Last (Massenkraft) positionsstabil.
- Hubposition – Schließnocken: Hier verhält es sich entgegengesetzt. Die untere Kammer hat gegenüber der oberen Kammer und der Zuleitung Überdruck und verschließt so das mittlere Ventil (2) und das Rückschlagventil (1). Ein Aufpumpen der oberen Kammer ist nicht möglich.
- Spielausgleich Ventillänge/-lage: Beide Kolben verfahren parallel/synchron, da der Abstand der Hebel an der Gelenkstelle am Ventil gleich bleibt. Das ganze Ventil (beide Kolben) verfährt und wirkt gleichmäßig auf beide Hebel.